# South Campground Amphitheater
La South Campground Amphitheater est un amphithéâtre dans le comté de Washington, dans l'Utah, aux États-Unis. Située au sein du parc national de Zion, cette structure à ciel ouvert construite de 1934 à 1936 dans le style rustique du National Park Service est inscrite au Registre national des lieux historiques depuis le 14 février 1987.